# Raoudha Chaari
Raoudha Chaari (sinh ngày 4 tháng 2 năm 1973) là một Judoka người Tunisia. Cô đã tham gia cuộc thi hạng nhẹ nữ tại Thế vận hội Mùa hè 1996.